# Lejops pilosus
Lejops pilosus är en tvåvingeart som beskrevs av Hunter 1897. Lejops pilosus ingår i släktet sävblomflugor, och familjen blomflugor. Inga underarter finns listade i Catalogue of Life.